# IC 2890
IC 2890 је појединачна звијезда у сазвјежђу Лав која се налази на листи објеката дубоког неба у Индекс каталогу.
Деклинација објекта је + 13° 10' 57" а ректасцензија 11h 30m 46,1s.